# 루이스투코투코
루이스투코투코(Ctenomys lewisi)는 투코투코과에 속하는 설치류의 일종이다. 볼리비아의 토착종이다.

## 특징
꼬리 길이 68~71mm를 제외한 몸길이가 20.4~21.9cm이다. 뒷 발 길이는 약 37mm이다.

## 분포
볼리비아 남부 타리하주에 분포한다.